# ヒロガシラトラザメ
ヒロガシラトラザメ Holohalaelurus regani はヘラザメ科に属するサメの一種。ナミビアから南アフリカの沿岸に近い深海に生息する。体は頑丈で頭は短くて平たく、尾は非常に細長い。背面には暗褐色の複雑な模様がある。胸鰭と背面の正中線上には棘の列がある。最大69cmで雄は雌より大きい。
底生で硬骨魚・甲殻類・頭足類を中心に様々な餌を食べる。卵生で卵は卵殻に包まれる。漁業で混獲されるが個体数は増えており、IUCNは保全状況を軽度懸念としている。

## 分類
1922年の漁業調査報告書において、南アフリカの魚類学者John Gilchristによって記載された。当初はトラザメ属 Scylliorhinus とされ、種小名 regani は魚類学者Charles Tate Reganへの献名である。1934年、ヘンリー・ウィード・ファウラーは本種をナガサキトラザメ属 Halaelurus にHolohalaelurus 亜属を新設して本種を移した。その後、この亜属は属に昇格された。記載論文で指定されたタイプ標本が全て失われたため、2006年にBrett Humanによって、ホンデクリップ・ベイから得られた63cmの雄がネオタイプに指定された。
本種とHolohalaelurus punctatus ・Holohalaelurus melanostigma の間では、長期間に渡る分類の混乱がある。後者は何度も本種のジュニアシノニムとされ、それ自身も別種のHolohalaelurus grennian と混同されてきた。また、ヒロガシラトラザメには"typical"型（または"Cape"型）と"northeastern"型（または"Natal"型）の2つのタイプがあることが知られていたが、2006年に"northeastern"型は新種Holohalaelurus favus として記載された。

## 形態

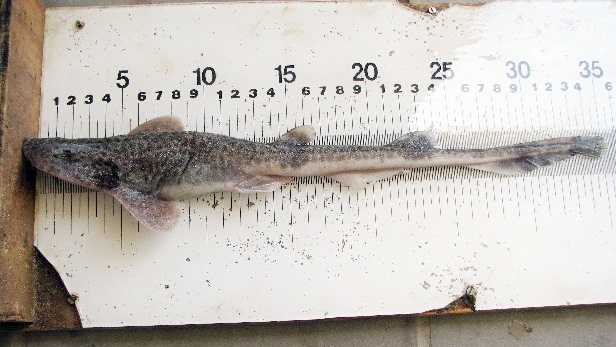
尾柄が非常に長いことと、独特で華やかな背面の模様が特徴である。

体は固く頑丈で、尾に向かって急激に細くなる。頭部は非常に短くて幅広く、縦扁する。吻は鈍い。眼は楕円形で頭部の上方に位置し、簡素な瞬膜を備える。眼の下には太い隆起線があり、後方には噴水孔がある。鼻孔には口に達するほど長い前鼻弁があり、口は尖る。口蓋と口腔底には顕著な乳頭突起があり、口角に唇褶はない。歯列は平均して、上顎で65・下顎で60。歯は比較的大きく、細い尖頭と1-2対の小尖頭を持つ。鰓裂は5対。
胸鰭はかなり長く幅広い。第一背鰭は腹鰭基底の後部から起始する。第二背鰭は第一より少し大きく、臀鰭基底の後部から起始する。腹鰭と臀鰭は長くて低く、背鰭より大きい。腹鰭の遊離端は少し癒合することがあるが、完全には癒合しない。雄には細く尖ったクラスパーがある。尾柄は、特に若い個体で細長い。尾鰭は全長の1/4-1/5に達し、下葉は小さく、上葉の後縁先端には欠刻がある。皮膚は分厚く、よく石灰化した皮歯に鰓裂周辺を除いて覆われる。胸鰭の上面と吻から第二背鰭までの背面正中線上には、大きな棘状の皮歯が見られる。幼体は淡黄色から黄褐色の地の上に、 不規則な形の多数の暗褐色の斑紋が際立つ。斑点は成長とともに拡大し融合して、成体では入り組んだ網目状やU字型の模様となる。腹面は一様に白く、頭部・体・対鰭の下面には顕著な黒い感覚孔が開く。最大で、雄は69cm・雌は52cm。雄が雌より大きくなることはヒロガシラトラザメ属に一般的に見られるが、多くの軟骨魚類と比べると特殊である。

## 分布
アフリカ大陸南端の固有種で、ナミビアのリューデリッツから南アフリカのダーバンまで見られる。古い記録では東アフリカ沿岸にも分布するとされているが、これは現在では別種とされている。底生で、水深40mから最低でも1075mまで生息し、大陸棚外縁から上部大陸斜面で豊富に見られる。南アフリカでは、南岸では水深100-200m、西岸では200-300mの大陸棚の広い場所に豊富である。雌と幼体は雄より浅い場所で見られる。ほとんどの地域では年間を通じて個体数は一定だが、アガラスバンク南端の個体は秋に沿岸に向かって短距離の回遊を行う可能性がある。

## 生態

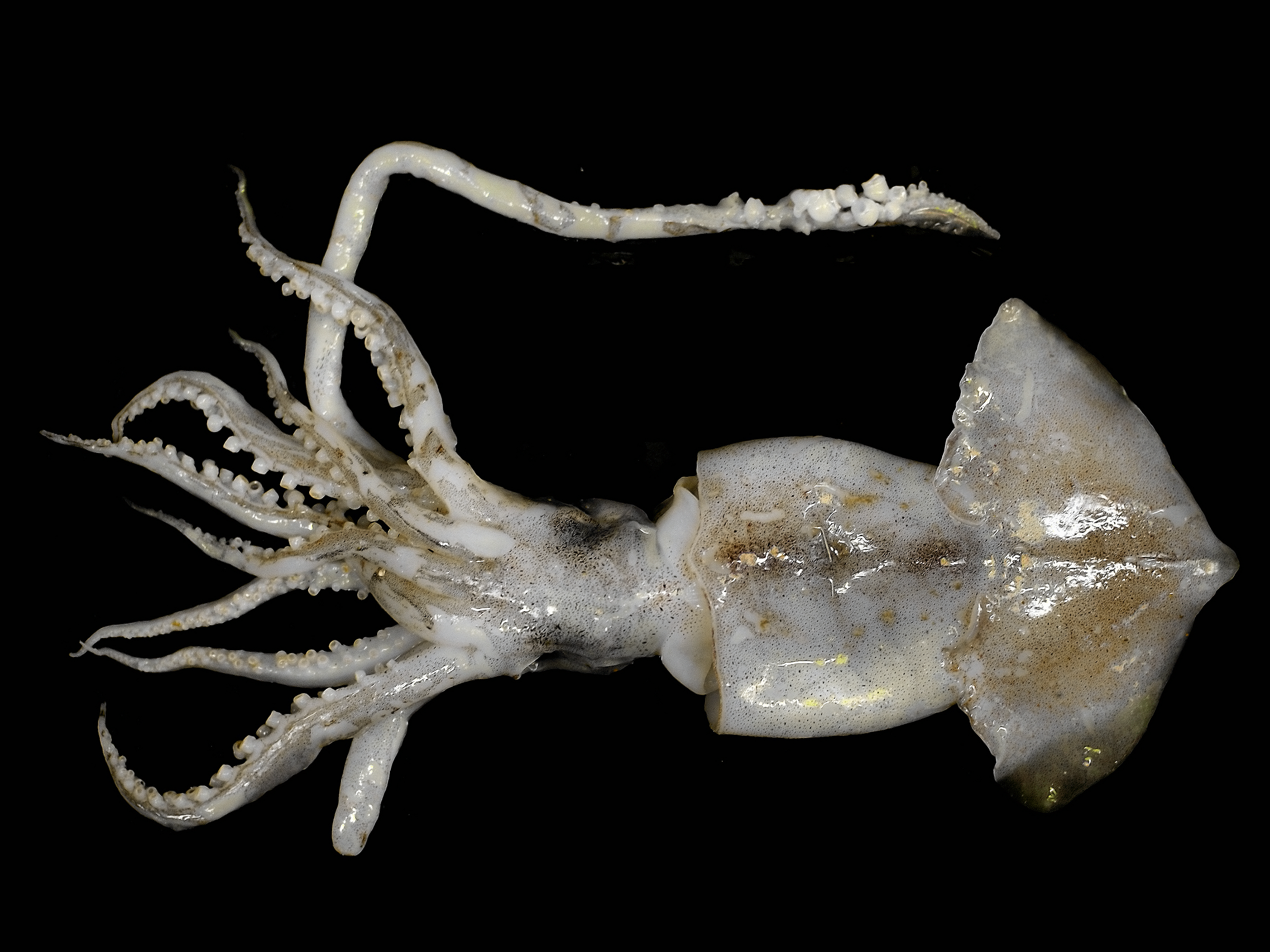
ニセマツイカのようなイカも獲物となる。

他の深海鮫と比べ大型の心臓を持ち、比較的活動的であることが示唆される。ジェネラリスト捕食者で、様々な硬骨魚・甲殻類・頭足類を捕食する。大型個体では魚が減り、甲殻類の比率が増える。本種では捕獲できないと考えられる高速遊泳性の魚類が胃から発見されている地域があり、おそらく漁業廃棄物を漁っていることを示すと考えられる。稀に多毛類・ヒドロ虫・腹足類やヌタウナギの卵を捕食することもある。胃には線虫や扁形動物に属する寄生虫がよく見られる。
卵生で、一年中繁殖する。雌は片側の卵巣と両側の輸卵管が機能し、各輸卵管に1個の卵を持つ。卵は長さ3.6-4.3cm・幅1.2-1.5cmの財布型の卵殻に包まれる。卵殻は淡褐色で四隅に長い巻きひげを持ち、岩に固定されると考えられる。表面はビロードのような質感で、縦に条が入る。産卵の間隔は不明だが、漁業からの回復力から考えるとかなり頻繁だと考えられる。雌と幼体が浅い場所で見つかることは、浅場を成育場として利用していることを示すものかもしれない。孵化時は11cm以下。雄は45-50cm・雌は40-45cmで性成熟する。

## 人との関わり
人には無害で、経済価値もない。ケープタウンでのメルルーサを狙った底引き網漁によって一般的に混獲される。他の多くの軟骨魚類と対照的に、商業漁業による混獲にもかかわらず個体数が増加している。これは本種の繁殖力が高いことと、繁殖が漁業活動の少ない浅場で営まれること、丈夫であるため混獲後に捨てられても生き残ること、様々な餌を利用できることなどが原因だと考えられる。分布域が限られているため継続した監視が必要ではあるが、IUCNは保全状況を軽度懸念としている。